# Solenanthus hupehensis
Solenanthus hupehensis là loài thực vật có hoa trong họ Mồ hôi. Loài này được R.R. Mill miêu tả khoa học đầu tiên năm 1987.